# Palazzo Cesi-Gaddi
Il palazzo Cesi-Gaddi è un edificio situato in Roma, all'angolo tra Via della Maschera d'oro e Via degli Acquasparta. 

## Storia
Costruito dai Gaddi, ricca famiglia di mercanti fiorentini, agli inizi del XVI secolo e poco dopo acquistato dai Rossi di San Secondo. Nel 1567, Sigismondo de' Rossi, dei marchesi di San Secondo  lo rivendette ad Angelo Cesi, figlio di Giangiacomo Cesi e di Isabella d'Alviano, proveniente da nobile famiglia di origine umbra. 
Nel 1570 il palazzo venne affittato a Ugo Boncompagni che nel 1572 ascese al soglio pontificio con il nome di Gregorio XIII lasciando nuovamente ai Cesi il palazzo.
Federico Cesi duca di Acquasparta si insediò nell'edificio dopo aver sposato Isabella Salviati, e per questo lo stemma composito Cesi-Salviati corona ancora oggi il portale al nº21 di via della Maschera d'oro. Personalità vivace, di grande cultura, appassionato di scienze, Federico istituì nel proprio palazzo un interessante orto botanico e fondò qui l'Accademia Nazionale dei Lincei, accogliendo quindi spesso nei suoi saloni gli scienziati dell'epoca, tra cui Galileo Galilei di cui era amico personale. Appassionati d'arte, i Cesi avevano anche una collezione di statue antiche e nel giardino del palazzo furono riportate alla luce due statue di re di Numidia oggi esposte ai Musei capitolini.
In epoca successiva, nel 1798 il palazzo divenne prima di proprietà di Ulisse Pentini, poi del barone Camuccini che a sua volta lo cedette nel 1855 al duca di Northumberland, quindi divenne proprietà della famiglia Santarelli e dal 1929 di Salvatore Buffardi.
Espropriato nel 1940 il palazzo entrò in possesso del Ministero della Guerra che vi insediò la sede del Tribunale Militare di Roma.
L'edificio è attualmente sede del Consiglio della magistratura militare (C.M.M.), della Procura generale militare presso la Corte suprema di cassazione, della Corte militare d'appello, della Procura generale militare della Repubblica presso la Corte militare d'appello e del Tribunale militare di sorveglianza, ed è famoso per il ritrovamento da parte del procuratore generale militare presso la Corte di cassazione Antonino Intelisano, nel 1994, del famigerato armadio della Vergogna.

## Descrizione
Originariamente il palazzo era finemente decorato con affreschi sulla facciata che fronteggia via Maschera d'Oro, vi erano rappresentate scene di storia romana, di guerra, di sacrifici e di caccia. Le decorazioni furono eseguite da Polidoro da Caravaggio e da Maturino da Firenze. Di tali decorazioni non rimane più traccia a causa dell'usura del tempo e delle tinteggiature degli esterni.